# 넙도국민학교 장구분교
넙도국민학교 장구분교는 대한민국 전라남도 완도군 노화읍 내리에 있었던 국민학교 분교이다.

## 연혁
- 일자미상 넙도국민학교 장구분교 설립 인가
- 1963년 7월 31일 장구분교장 개교
- 1967년 4월 1일 도서벽지학교 '을'급 지정
- 1973년 3월 1일 도서벽지학교 '을'급 재지정
- 1983년 3월 1일 폐교 및 넙도국민학교 통폐합